# Joseph A. McArdle
Joseph Augustine McArdle (* 29. Juni 1903 in Muncie, Indiana; † 27. Dezember 1967 in Pittsburgh, Pennsylvania) war ein US-amerikanischer Politiker. Zwischen 1939 und 1942 vertrat er den Bundesstaat Pennsylvania im US-Repräsentantenhaus.

## Werdegang
Im Jahr 1905 zog Joseph A. McArdle mit seinen Eltern nach Pittsburgh, wo er die öffentlichen Schulen besuchte. Danach arbeitete er im Versicherungsgeschäft. Politisch schloss er sich zunächst der Demokratischen Partei an. Zwischen 1936 und 1938 war er Abgeordneter im Repräsentantenhaus von Pennsylvania. Bei den Kongresswahlen des Jahres 1938 wurde er im 33. Wahlbezirk von Pennsylvania in das US-Repräsentantenhaus in Washington, D.C. gewählt, wo er am 3. Januar 1939 die Nachfolge des zwischenzeitlich zurückgetretenen Henry Ellenbogen antrat.
Nach einer Wiederwahl konnte McArdle bis zu seinem Rücktritt am 5. Januar 1942 im Kongress verbleiben. Bis 1941 wurden dort die letzten New-Deal-Gesetze der Roosevelt-Regierung verabschiedet. Seit dem 7. Dezember 1941, dem Tag des japanischen Angriffs auf Pearl Harbor, war auch die Arbeit des Kongresses von den Ereignissen des Zweiten Weltkriegs geprägt. Zwischen 1942 und 1949 saß McArdle im Stadtrat von Pittsburgh. In dieser Zeit wechselte er zu den Republikanern und war zwischen 1950 und 1966 Mitglied in deren Staatsvorstand für Pennsylvania. Er starb am 27. Dezember 1967 in Pittsburgh, wo er auch beigesetzt wurde.